# Đội tuyển bóng đá quốc gia Brunei
Đội tuyển bóng đá quốc gia Brunei (tiếng Mã Lai: Pasukan bola sepak kebangsaan Brunei) là đội tuyển cấp quốc gia của Brunei do Hiệp hội bóng đá Brunei quản lý.
Trận thi đấu quốc tế đầu tiên của đội tuyển Brunei là trận gặp đội tuyển Malaysia vào năm 1971 trong khuôn khổ SEA Games 6 (1971). Đội đã có 2 lần tham dự giải vô địch bóng đá Đông Nam Á là vào các năm 1996 và 2022, tuy nhiên đều không vượt qua được vòng bảng. Thành tích tốt nhất của đội cho đến nay là vị trí thứ tư của Cúp bóng đá Đoàn kết AFC 2016.

## Thành tích quốc tế

### Giải vô địch bóng đá thế giới
| Năm       | Thành tích               | Trận                     | Thắng                    | Hòa                      | Thua                     | Bàn thắng                | Bàn thua                 |
| --------- | ------------------------ | ------------------------ | ------------------------ | ------------------------ | ------------------------ | ------------------------ | ------------------------ |
| 1974      | Không tham dự            | Không tham dự            | Không tham dự            | Không tham dự            | Không tham dự            | Không tham dự            | Không tham dự            |
| 1978      | Không tham dự            | Không tham dự            | Không tham dự            | Không tham dự            | Không tham dự            | Không tham dự            | Không tham dự            |
| 1982      | Không tham dự            | Không tham dự            | Không tham dự            | Không tham dự            | Không tham dự            | Không tham dự            | Không tham dự            |
| 1986      | Không vượt qua vòng loại | Không vượt qua vòng loại | Không vượt qua vòng loại | Không vượt qua vòng loại | Không vượt qua vòng loại | Không vượt qua vòng loại | Không vượt qua vòng loại |
| 1990      | Không tham dự            | Không tham dự            | Không tham dự            | Không tham dự            | Không tham dự            | Không tham dự            | Không tham dự            |
| 1994      | Không tham dự            | Không tham dự            | Không tham dự            | Không tham dự            | Không tham dự            | Không tham dự            | Không tham dự            |
| 1998      | Không tham dự            | Không tham dự            | Không tham dự            | Không tham dự            | Không tham dự            | Không tham dự            | Không tham dự            |
| 2002      | Không vượt qua vòng loại | Không vượt qua vòng loại | Không vượt qua vòng loại | Không vượt qua vòng loại | Không vượt qua vòng loại | Không vượt qua vòng loại | Không vượt qua vòng loại |
| 2006      | Không tham dự            | Không tham dự            | Không tham dự            | Không tham dự            | Không tham dự            | Không tham dự            | Không tham dự            |
| 2010      | Không tham dự            | Không tham dự            | Không tham dự            | Không tham dự            | Không tham dự            | Không tham dự            | Không tham dự            |
| 2014      | Bị cấm tham dự           | Bị cấm tham dự           | Bị cấm tham dự           | Bị cấm tham dự           | Bị cấm tham dự           | Bị cấm tham dự           | Bị cấm tham dự           |
| 2018      | Không vượt qua vòng loại | Không vượt qua vòng loại | Không vượt qua vòng loại | Không vượt qua vòng loại | Không vượt qua vòng loại | Không vượt qua vòng loại | Không vượt qua vòng loại |
| 2022      | Không vượt qua vòng loại | Không vượt qua vòng loại | Không vượt qua vòng loại | Không vượt qua vòng loại | Không vượt qua vòng loại | Không vượt qua vòng loại | Không vượt qua vòng loại |
| 2026      | Không vượt qua vòng loại | Không vượt qua vòng loại | Không vượt qua vòng loại | Không vượt qua vòng loại | Không vượt qua vòng loại | Không vượt qua vòng loại | Không vượt qua vòng loại |
| Tổng cộng | -                        | -                        | -                        | -                        | -                        | -                        | -                        |

### Cúp bóng đá châu Á
| Năm           | Thành tích               | Trận                     | Thắng                    | Hòa                      | Thua                     | Bàn thắng                | Bàn thua                 |
| ------------- | ------------------------ | ------------------------ | ------------------------ | ------------------------ | ------------------------ | ------------------------ | ------------------------ |
| 1972          | Không vượt qua vòng loại | Không vượt qua vòng loại | Không vượt qua vòng loại | Không vượt qua vòng loại | Không vượt qua vòng loại | Không vượt qua vòng loại | Không vượt qua vòng loại |
| 1976          | Không vượt qua vòng loại | Không vượt qua vòng loại | Không vượt qua vòng loại | Không vượt qua vòng loại | Không vượt qua vòng loại | Không vượt qua vòng loại | Không vượt qua vòng loại |
| 1980 đến 1996 | Không tham dự            | Không tham dự            | Không tham dự            | Không tham dự            | Không tham dự            | Không tham dự            | Không tham dự            |
| 2000          | Không vượt qua vòng loại | Không vượt qua vòng loại | Không vượt qua vòng loại | Không vượt qua vòng loại | Không vượt qua vòng loại | Không vượt qua vòng loại | Không vượt qua vòng loại |
| 2004          | Không vượt qua vòng loại | Không vượt qua vòng loại | Không vượt qua vòng loại | Không vượt qua vòng loại | Không vượt qua vòng loại | Không vượt qua vòng loại | Không vượt qua vòng loại |
| 2007          | Không tham dự            | Không tham dự            | Không tham dự            | Không tham dự            | Không tham dự            | Không tham dự            | Không tham dự            |
| 2011          | Không vượt qua vòng loại | Không vượt qua vòng loại | Không vượt qua vòng loại | Không vượt qua vòng loại | Không vượt qua vòng loại | Không vượt qua vòng loại | Không vượt qua vòng loại |
| 2015          | Bỏ cuộc                  | Bỏ cuộc                  | Bỏ cuộc                  | Bỏ cuộc                  | Bỏ cuộc                  | Bỏ cuộc                  | Bỏ cuộc                  |
| 2019          | Không vượt qua vòng loại | Không vượt qua vòng loại | Không vượt qua vòng loại | Không vượt qua vòng loại | Không vượt qua vòng loại | Không vượt qua vòng loại | Không vượt qua vòng loại |
| 2023          | Không vượt qua vòng loại | Không vượt qua vòng loại | Không vượt qua vòng loại | Không vượt qua vòng loại | Không vượt qua vòng loại | Không vượt qua vòng loại | Không vượt qua vòng loại |
| 2027          | Không vượt qua vòng loại | Không vượt qua vòng loại | Không vượt qua vòng loại | Không vượt qua vòng loại | Không vượt qua vòng loại | Không vượt qua vòng loại | Không vượt qua vòng loại |
| Tổng cộng     | -                        | -                        | -                        | -                        | -                        | -                        | -                        |

### Giải vô địch bóng đá ASEAN
| Năm       | Thành tích               | Trận                     | Thắng                    | Hòa                      | Thua                     | Bàn thắng                | Bàn thua                 |
| --------- | ------------------------ | ------------------------ | ------------------------ | ------------------------ | ------------------------ | ------------------------ | ------------------------ |
| 1996      | Vòng bảng                | 4                        | 1                        | 0                        | 3                        | 1                        | 15                       |
| 1998      | Không vượt qua vòng loại | Không vượt qua vòng loại | Không vượt qua vòng loại | Không vượt qua vòng loại | Không vượt qua vòng loại | Không vượt qua vòng loại | Không vượt qua vòng loại |
| 2000      | Không tham dự            | Không tham dự            | Không tham dự            | Không tham dự            | Không tham dự            | Không tham dự            | Không tham dự            |
| 2002      | Không tham dự            | Không tham dự            | Không tham dự            | Không tham dự            | Không tham dự            | Không tham dự            | Không tham dự            |
| 2004      | Không tham dự            | Không tham dự            | Không tham dự            | Không tham dự            | Không tham dự            | Không tham dự            | Không tham dự            |
| 2007      | Không vượt qua vòng loại | Không vượt qua vòng loại | Không vượt qua vòng loại | Không vượt qua vòng loại | Không vượt qua vòng loại | Không vượt qua vòng loại | Không vượt qua vòng loại |
| 2008      | Không vượt qua vòng loại | Không vượt qua vòng loại | Không vượt qua vòng loại | Không vượt qua vòng loại | Không vượt qua vòng loại | Không vượt qua vòng loại | Không vượt qua vòng loại |
| 2010      | Bị cấm tham dự           | Bị cấm tham dự           | Bị cấm tham dự           | Bị cấm tham dự           | Bị cấm tham dự           | Bị cấm tham dự           | Bị cấm tham dự           |
| 2012      | Không vượt qua vòng loại | Không vượt qua vòng loại | Không vượt qua vòng loại | Không vượt qua vòng loại | Không vượt qua vòng loại | Không vượt qua vòng loại | Không vượt qua vòng loại |
| 2014      | Không vượt qua vòng loại | Không vượt qua vòng loại | Không vượt qua vòng loại | Không vượt qua vòng loại | Không vượt qua vòng loại | Không vượt qua vòng loại | Không vượt qua vòng loại |
| 2016      | Không vượt qua vòng loại | Không vượt qua vòng loại | Không vượt qua vòng loại | Không vượt qua vòng loại | Không vượt qua vòng loại | Không vượt qua vòng loại | Không vượt qua vòng loại |
| 2018      | Không vượt qua vòng loại | Không vượt qua vòng loại | Không vượt qua vòng loại | Không vượt qua vòng loại | Không vượt qua vòng loại | Không vượt qua vòng loại | Không vượt qua vòng loại |
| 2020      | Bỏ cuộc ở vòng loại      | Bỏ cuộc ở vòng loại      | Bỏ cuộc ở vòng loại      | Bỏ cuộc ở vòng loại      | Bỏ cuộc ở vòng loại      | Bỏ cuộc ở vòng loại      | Bỏ cuộc ở vòng loại      |
| 2022      | Vòng bảng                | 4                        | 0                        | 0                        | 4                        | 2                        | 22                       |
| 2024      | Không vượt qua vòng loại | Không vượt qua vòng loại | Không vượt qua vòng loại | Không vượt qua vòng loại | Không vượt qua vòng loại | Không vượt qua vòng loại | Không vượt qua vòng loại |
| Tổng cộng | 2 lần vòng bảng          | 8                        | 1                        | 0                        | 7                        | 3                        | 37                       |

### Đại hội Thể thao Đông Nam Á
- (Nội dung thi đấu dành cho cấp đội tuyển quốc gia cho đến kỳ Đại hội năm 1999)

| Năm           | Thành tích    | Trận          | Thắng         | Hòa           | Thua          | Bàn thắng     | Bàn thua      |
| ------------- | ------------- | ------------- | ------------- | ------------- | ------------- | ------------- | ------------- |
| 1959 đến 1975 | Không tham dự | Không tham dự | Không tham dự | Không tham dự | Không tham dự | Không tham dự | Không tham dự |
| 1977          | Vòng bảng     | 3             | 0             | 0             | 3             | 1             | 15            |
| 1979 đến 1981 | Không tham dự | Không tham dự | Không tham dự | Không tham dự | Không tham dự | Không tham dự | Không tham dự |
| 1983          | Hạng tư       | 5             | 1             | 1             | 3             | 4             | 13            |
| 1985          | Vòng bảng     | 2             | 0             | 1             | 1             | 1             | 4             |
| 1987          | Vòng bảng     | 2             | 0             | 0             | 2             | 1             | 5             |
| 1989          | Vòng bảng     | 3             | 1             | 0             | 2             | 3             | 8             |
| 1991          | Không tham dự | Không tham dự | Không tham dự | Không tham dự | Không tham dự | Không tham dự | Không tham dự |
| 1993          | Vòng bảng     | 4             | 0             | 0             | 4             | 3             | 15            |
| 1995          | Vòng bảng     | 4             | 0             | 1             | 3             | 2             | 8             |
| 1997          | Vòng bảng     | 4             | 0             | 0             | 4             | 1             | 17            |
| 1999          | Vòng bảng     | 4             | 0             | 1             | 3             | 4             | 11            |
| Tổng cộng     | 1 lần hạng tư | 29            | 2             | 4             | 25            | 20            | 96            |

### Cúp Challenge AFC
| Năm           | Thành tích               | Trận                     | Thắng                    | Hòa                      | Thua                     | Bàn thắng                | Bàn thua                 |
| ------------- | ------------------------ | ------------------------ | ------------------------ | ------------------------ | ------------------------ | ------------------------ | ------------------------ |
| 2006          | Vòng bảng                | 3                        | 1                        | 1                        | 1                        | 2                        | 2                        |
| 2008 đến 2010 | Không vượt qua vòng loại | Không vượt qua vòng loại | Không vượt qua vòng loại | Không vượt qua vòng loại | Không vượt qua vòng loại | Không vượt qua vòng loại | Không vượt qua vòng loại |
| 2012          | Bị cấm tham dự           | Bị cấm tham dự           | Bị cấm tham dự           | Bị cấm tham dự           | Bị cấm tham dự           | Bị cấm tham dự           | Bị cấm tham dự           |
| 2014          | Bỏ cuộc                  | Bỏ cuộc                  | Bỏ cuộc                  | Bỏ cuộc                  | Bỏ cuộc                  | Bỏ cuộc                  | Bỏ cuộc                  |
| Tổng cộng     | 1 lần vòng bảng          | 3                        | 1                        | 1                        | 1                        | 2                        | 2                        |

### Cúp bóng đá Đoàn kết AFC
| Năm       | Thành tích    | Trận | Thắng | Hòa | Thua | Bàn thắng | Bàn thua |
| --------- | ------------- | ---- | ----- | --- | ---- | --------- | -------- |
| 2016      | Hạng tư       | 4    | 1     | 1   | 2    | 7         | 7        |
| Tổng cộng | 1 lần hạng tư | 4    | 1     | 1   | 2    | 7         | 7        |

## Đội hình
Đội hình đã hoàn thành AFF Cup 2022.

Số liệu thống kê tính đến ngày 29 tháng 12 năm 2022 sau trận gặp Campuchia.

| Số | VT | Cầu thủ                            | Ngày sinh (tuổi)  | Trận | Bàn | Câu lạc bộ |
| -- | -- | ---------------------------------- | ----------------- | ---- | --- | ---------- |
| 1  | TM | Haimie Abdullah Nyaring            | 31 tháng 5, 1998  | 13   | 0   | DPMM FC    |
| 18 | TM | Ishyra Asmin Jabidi                | 9 tháng 7, 1998   | 1    | 0   | MS ABDB    |
| 20 | TM | Jefri Syafiq Ishak                 | 21 tháng 5, 2002  | 0    | 0   | KB FC      |
|    |    |                                    |                   |      |     |            |
| 2  | HV | Alinur Rashimy Jufri               | 12 tháng 6, 2000  | 6    | 0   | Kasuka FC  |
| 3  | HV | Abdul Mu'iz Sisa                   | 20 tháng 4, 1991  | 9    | 1   | DPMM FC    |
| 4  | HV | Fakharrazi Hassan                  | 15 tháng 7, 1989  | 20   | 2   | DPMM FC    |
| 12 | HV | Khairil Shahme Suhaimi             | 16 tháng 4, 1993  | 13   | 0   | Kasuka FC  |
| 16 | HV | Yura Indera Putera Yunos           | 25 tháng 3, 1996  | 14   | 0   | DPMM FC    |
| 17 | HV | Wafi Aminuddin                     | 20 tháng 9, 2000  | 9    | 1   | DPMM FC    |
| 19 | HV | Hanif Hamir                        | 22 tháng 2, 1997  | 14   | 0   | DPMM FC    |
| 22 | HV | Shafie Effendy                     | 4 tháng 8, 1995   | 6    | 1   | MS ABDB    |
|    |    |                                    |                   |      |     |            |
| 5  | TV | Nurikhwan Othman                   | 15 tháng 1, 1993  | 12   | 1   | DPMM FC    |
| 6  | TV | Azwan Saleh                        | 6 tháng 1, 1988   | 33   | 3   | DPMM FC    |
| 7  | TV | Azwan Ali Rahman                   | 11 tháng 1, 1992  | 19   | 5   | DPMM FC    |
| 8  | TV | Nazirrudin Ismail                  | 27 tháng 12, 1998 | 8    | 1   | MS PPDB    |
| 11 | TV | Najib Tarif                        | 5 tháng 2, 1988   | 25   | 1   | DPMM FC    |
| 13 | TV | Haziq Kasyful Azim Hasimulabdillah | 24 tháng 12, 1998 | 8    | 0   | Kasuka FC  |
| 15 | TV | Hendra Azam Idris (đội trưởng)     | 10 tháng 8, 1988  | 19   | 0   | DPMM FC    |
| 23 | TV | Hakeme Yazid Said                  | 8 tháng 2, 2003   | 10   | 1   | DPMM FC    |
|    |    |                                    |                   |      |     |            |
| 9  | TĐ | Abdul Azizi Ali Rahman             | 17 tháng 1, 1987  | 17   | 3   | DPMM FC    |
| 10 | TĐ | Adi Said                           | 15 tháng 10, 1990 | 26   | 7   | Kasuka FC  |
| 14 | TĐ | Hamizan Aziz Sulaiman              | 24 tháng 1, 1989  | 11   | 0   | Indera SC  |
| 21 | TĐ | Razimie Ramlli                     | 6 tháng 8, 1990   | 15   | 6   | DPMM FC    |

### Triệu tập gần đây
| Vt | Cầu thủ                  | Ngày sinh (tuổi) | Số trận | Bt | Câu lạc bộ | Lần cuối triệu tập                  |
| -- | ------------------------ | ---------------- | ------- | -- | ---------- | ----------------------------------- |
| TM | Wardun Yussof            | 14 tháng 9, 1981 | 23      | 0  | DPMM FC    | v. Malaysia, 27 May 2022            |
|    |                          |                  |         |    |            |                                     |
| HV | Martin Haddy Khallidden  | 21 tháng 4, 1998 | 0       | 0  | MS ABDB    | 2022 AFF Championship qualification |
| HV | Afi Aminuddin            | 9 tháng 10, 1991 | 15      | 0  | Kasuka FC  | v. Lào, 27 September 2022           |
| HV | Hazwan Hamzah            | 9 tháng 9, 1991  | 8       | 0  | DPMM FC    | v. Lào, 27 September 2022           |
| HV | Nazhan Zulkifle          | 17 tháng 1, 2001 | 2       | 0  | Kasuka FC  | v. Lào, 27 September 2022           |
| HV | Hanif Farhan Azman       | 2 tháng 11, 2000 | 0       | 0  | DPMM FC    | v. Lào, 27 September 2022           |
| HV | Amirul Hakeem Kasim      | 18 tháng 3, 1990 | 2       | 0  | Indera SC  | v. Malaysia, 27 May 2022            |
| HV | Abdul Wadud Ramli        | 18 tháng 3, 1999 | 0       | 0  | MS PPDB    | v. Malaysia, 27 May 2022            |
| HV | Helmi Zambin             | 30 tháng 3, 1987 | 17      | 1  | DPMM FC    | v. Lào, 27 March 2022               |
| HV | Maziri Maidin            | 7 tháng 7, 1991  | 0       | 0  | Kasuka FC  | v. Lào, 27 March 2022PRE            |
|    |                          |                  |         |    |            |                                     |
| TV | Nur Asyraffahmi Norsamri | 4 tháng 5, 2000  | 7       | 0  | DPMM FC    | 2022 AFF Championship qualification |
| TV | Abdul Khair Basri        | 5 tháng 1, 1996  | 3       | 0  | Indera SC  | 2022 AFF Championship qualification |
| TV | Maududi Hilmi Kasmi      | 5 tháng 2, 1989  | 14      | 0  | Kasuka FC  | v. Lào, 27 September 2022           |
| TV | Eddy Shahrol Omar        | 4 tháng 10, 2003 | 1       | 0  | Kasuka FC  | v. Lào, 27 September 2022           |
| TV | Asnawi Syazni Abdul Aziz | 16 tháng 6, 1996 | 4       | 0  | Kasuka FC  | v. Malaysia, 27 May 2022            |
| TV | Abdul Hariz Herman       | 24 tháng 9, 2000 | 2       | 0  | MS ABDB    | v. Malaysia, 27 May 2022            |
|    |                          |                  |         |    |            |                                     |
| TĐ | Hanif Aiman Adanan       | 4 tháng 3, 2000  | 0       | 0  | Kasuka FC  | 2022 AFF Championship qualification |
| TĐ | Abdul Azim Abdul Rasid   | 24 tháng 4, 1996 | 0       | 0  | MS PPDB    | v. Lào, 27 March 2022PRE            |